# Virtual Theatre
O Virtual Theatre é um motor de jogo de computador projetado pela Revolution Software [en] para produzir jogos eletrônicos de aventura para plataformas de computador. O mecanismo permitia que a equipe criasse scripts de eventos e movesse sprites animados contra um fundo desenhado com elementos móveis usando uma interface no estilo apontar e clicar. Em seu primeiro lançamento, ele rivalizou com mecanismos concorrentes, como o SCUMM da Lucasfilm Games e o Creative Interpreter da Sierra, devido ao seu alto nível de inteligência artificial. O mecanismo foi proposto pela primeira vez em 1989, e o primeiro jogo a usá-lo, Lure of the Temptress [en], foi lançado em 1992, seguido por Beneath a Steel Sky (1994), Broken Sword: The Shadow of the Templars [en] (1996) e Broken Sword II: The Smoking Mirror [en] (1997).
Ele permitia que os personagens do jogo vagassem pelo mundo do jogo independentemente uns dos outros, executando ações da “vida cotidiana”, o que não era possível anteriormente, e todos os personagens e objetos ocupavam espaço; consequentemente, os personagens não jogáveis tinham que se desviar do protagonista e de qualquer outro objeto que encontrassem, assim como o jogador tinha que se desviar deles, criando um mundo de jogo mais realista que os mecanismos anteriores não conseguiam oferecer, embora os personagens não jogáveis pudessem bloquear involuntariamente um caminho enquanto o jogador atravessava a cena do jogo. Os personagens não jogáveis realizavam tarefas muito mais simples em cada versão devido às restrições de tamanho.
Dois jogos (Broken Sword: The Shadow of the Templars e Broken Sword II: The Smoking Mirror) que usam um mecanismo variante do Virtual Theatre agora podem ser jogados em hardware moderno usando o ScummVM, o que, como resultado, permite que o mecanismo seja executado em plataformas onde os títulos não foram lançados oficialmente. Em 2012, foi confirmado que o mecanismo seria revivido como “Virtual Theatre 7” para o quinto Broken Sword [en], intitulado Broken Sword: The Serpent's Curse [en] (2013).

## Desenvolvimento
Charles Cecil [en] e Tony Warriner [en] trabalharam juntos na Artic Computing [en], uma empresa inglesa de desenvolvimento de videogames. Em 1990, eles decidiram criar sua própria empresa de desenvolvimento de videogames, juntamente com David Sykes e Noirin Carmody. Para seu primeiro jogo eletrônico de aventura, Lure of the Temptress, lançado em 1992 para Amiga, Atari ST e PC, Cecil, Warriner, Sykes e Dan Marchant criaram o conceito do motor de jogo intitulado “Virtual Theatre”, que Warriner escreveu.
Para Beneath a Steel Sky, lançado em 1994 para Amiga e PC, a Revolution Software usou uma versão atualizada do Virtual Theatre, o Virtual Theatre 2.0, escrito por Warriner e Sykes. No entanto, como o jogo tinha seis vezes o tamanho de Lure of the Temptress, os personagens não jogáveis tinham que executar tarefas muito mais simples do que em seu antecessor. Broken Sword: The Shadow of the Templars, lançado em 1996 para PC, Macintosh e PlayStation, e sua sequência, Broken Sword II: The Smoking Mirror, lançado em 1997 para PC e PlayStation, também usaram versões modificadas do mecanismo Virtual Theatre. O mecanismo passou por várias atualizações posteriormente. Para Broken Sword: The Serpent's Curse, foi desenvolvido um mecanismo totalmente novo (VT7) para lidar com várias plataformas e, em particular, com a resolução da tela (o sistema foi desenvolvido em C++ e OpenGL, além de uma linguagem de script personalizada para implementar o próprio jogo).

## Recursos
Tradicionalmente, nos mecanismos de jogos de aventura, os personagens não jogáveis eram estáticos, esperando que o jogador interagisse com eles para acionar um evento. No entanto, o Virtual Theatre permitia que os personagens não jogáveis percorressem o mundo em padrões aparentemente aleatórios, interagindo com o ambiente. No primeiro lançamento do mecanismo, ele rivalizava com os mecanismos concorrentes, como o mecanismo SCUMM da Lucasfilm Games e o Creative Interpreter da Sierra, devido ao seu alto nível de inteligência artificial.
Outra vantagem do mecanismo é o fato de ser um mecanismo multiplataforma. Ele também era mais rápido no Amiga do que a linguagem de programação C que era usado por muitos programadores dos EUA naquela época. Em comparação com os títulos da Sierra, o mecanismo se tornou mais sofisticado nesse aspecto, motivo pelo qual a Revolution Software fez a conversão do King's Quest VI para o Amiga.
Todos os objetos do jogo (inclusive os personagens não jogáveis) no Virtual Theatre ocupavam espaço, o que era um recurso exclusivo para um mecanismo da época. Consequentemente, os personagens não jogáveis tinham que se desviar do protagonista e de qualquer outro objeto que encontrassem, assim como o jogador tinha que se desviar deles. Quando um personagem não jogável passava pelo protagonista, ele fazia um comentário (como “Com licença, senhor”). Como resultado, o mecanismo criou um mundo de jogo mais realista do que os mecanismos anteriores eram capazes de oferecer, embora os personagens não jogáveis pudessem inadvertidamente bloquear um caminho enquanto o jogador atravessava a cena do jogo. Isso foi remediado com o lançamento de Broken Sword: The Shadow of the Templars, em que o protagonista, se encontrasse seu caminho bloqueado por outro personagem, poderia simplesmente passar por ele.
Dois jogos (Broken Sword: The Shadow of the Templars e Broken Sword II: The Smoking Mirror) que usam um mecanismo variante do Virtual Theatre agora podem ser jogados em hardware moderno usando o ScummVM.